# 田中正彦
田中 正彦（たなか まさひこ、1954年10月1日 - ）は、日本の俳優、声優。大阪府出身。アプトプロ所属。T-Project主宰。

## 略歴
大阪府立北淀高等学校卒業。以前は劇団昴に所属していた。19歳で研究生となり、劇団雲の最終公演、『シーザーとクレオパトラ』で初舞台。2009年にパートナーを肺がんで亡くす。
本多一夫と知り合ったことがきっかけで2011年に舞台演劇企画「T-Project」を設立。2014年4月に劇団昴を退団。
2024年に結婚を報告した。

## 人物
『機動戦士ガンダム』では、DVD版やゲームなどで、急死した塩沢兼人の代役としてマ・クベの声を担当する。
吹き替えでは主にアレック・ボールドウィンを多く担当。また『プロジェクト・ランウェイ』シリーズのティム・ガンの声も長年担当している。
特技は大阪弁、博多弁。

## 出演
太字はメインキャラクター。

### テレビドラマ
- 太陽にほえろ!（テレビ朝日 / 東宝）
  - 第251話「辞表」（1977年） - 井沢保 役
  - 第460話「スニーカーよ、どこへゆく」（1981年） - デモ活動の若者 役
- 噂の刑事トミーとマツ 第1シリーズ（TBS・大映テレビ）
  - 第15話「燃えよドラゴン 鎌倉の決闘」（1980年）
- 火曜サスペンス劇場（日本テレビ）
  - 球形の荒野（1981年、三船プロダクション）
  - 身辺警護（1998年） - 矢野勝男 役
- 秘密のデカちゃん
  - 第26話「秘密がバレて朝日署ぶっとぶ!?」（1981年）
- 服部半蔵 影の軍団V 幕末編 第7話「危険な男の恋文」（1985年、KTV / 東映） - 田川鋭之進
- 土曜ワイド劇場（テレビ朝日 / 東映）
  - 西村京太郎トラベルミステリー 「みちのく湯けむり殺意の旅」（1987年） - 田村明人 役
- はぐれ刑事純情派 第4シリーズ 第9話「整形美容･人妻の復讐」（1991年、ANB） - 野田健二 役
- 女と愛とミステリー 西村京太郎サスペンス「海の沈黙…資産家夫婦殺人事件」（2001年、BSジャパン）

### 舞台
- シーザーとクレオパトラ（1975年、劇団雲）
- スタア（1975年、劇団欅）
- 劇団昴
  - カリギュラ（1976年）
  - じゃじゃ馬ならし（1977年） - ルーセンショー 役[11]
  - ハムレット（1984年） - レイアーティーズ 役[12]
  - 夏の夜の夢（1985年） - ディミトーリアス 役[13]
  - セールスマンの死（1986年） - ハッピー 役[14]
  - 十二夜（1987年） - セバスチャン 役[15]
  - セールスマンの死（1996年） - ビフ[16]
  - スタア（2010年） - 犬神博士 役[17]
  - エデンの東（2011年） - ホレス 役[18]
  - クルーシブル -るつぼ-（2011年） - ダンフォース副知事 役[19]
- ジュリアス・シーザー（2004年、宝塚クリエイティブアーツ） - ブルータス 役[20]
- ディファイルド〜毛の短い犬の便宜性〜（2025年）[21]

### テレビアニメ
1977年
- まんが日本絵巻（那須与一）

1983年
- 聖戦士ダンバイン（ショット・ウェポン）

1987年
- 機甲戦記ドラグナー（マーチン）

1990年
- ロビンフッドの大冒険（グール）

1996年
- 家なき子レミ（ジェローム・バルブラン）

1997年
- 中華一番!（サンチェの父〈タンリィ〉）
- 名探偵コナン（1997年 - 2003年、井本龍介、赤羽五右衛門、能勢新吾、盗賊団弟、山田刑事、水戸光一、大浦刑事、杉山元男、八木沢巧、レオナルド・ロッシ）

1998年
- 星方武侠アウトロースター（サイヨ）
- デビルマンレディー（田中）
- TRIGUN（フランク・マーロン）
- MASTERキートン（リチャード・コナリー）
- ルパン三世 炎の記憶〜TOKYO CRISIS〜

1999年
- アークザラッド（ヂークベック）
- 頭文字D シリーズ（1999年 - 2004年、須藤京一） - 2シリーズ
- 人形草紙あやつり左近（青木秋彦）
- ∀ガンダム（カシム、パイロットA、DC兵）

2000年
- Sci-Fi HARRY（ドルフ）
- 週刊ストーリーランド（弟2）
- はじめの一歩（2000年 - 2013年、間柴了） - 4シリーズ
- 女神候補生（校長）

2001年
- 犬夜叉（珊瑚の父）
- シャーマンキング（梅宮竜之介〈木刀の竜〉、ターバイン）
- 地球少女アルジュナ（有吉政春）
- デジモンテイマーズ（ミヒラモン）
- HELLSING（牧師）
- ポケットモンスター（スイクン）

2002年
- GetBackers-奪還屋-（不動琢磨）
- 最終兵器彼女（体育教師）
- 十二国記（月渓）
- フルメタル・パニック!（2002年 - 2005年、ガウルン） - 2シリーズ

2003年
- アストロボーイ・鉄腕アトム（エズラ・ケイン）
- 宇宙のステルヴィア（カール・ヒュッター、機長）
- GAD GUARD（真田ユウジロウ）
- Gungrave（ブラッド・ウォー）
- スクラップド・プリンセス（ベルケンス・タンホグリオ）
- TEXHNOLYZE（石井響介）
- NARUTO -ナルト-（風影）
- 人間交差点（解説者）
- ポケットモンスター アドバンスジェネレーション（2003年 - 2005年、ツワブキ社長、ハマグリ）

2004年
- SDガンダムフォース（騎馬王丸）
- かいけつゾロリ（ドーベル）
- 蒼穹のファフナー（真壁史彦）
- MONSTER（Dr.ボイアー）

2005年
- IGPX（アンドレ・ルブレブ）
- トランスフォーマー ギャラクシーフォース（サイドス）
- 蒼穹のファフナー RIGHT OF LEFT（真壁史彦）

2006年
- ザ・サード 〜蒼い瞳の少女〜（ザンカン）
- NANA（工藤）
- BLACK LAGOON（E.O.社傭兵部隊大尉、香砂） - 2シリーズ

2007年
- 天保異聞 妖奇士（成川美信）
- ポケットモンスター ダイヤモンド&パール（イワオ）

2008年
- 鉄のラインバレル（城崎天児）
- ゴルゴ13（トムソン）
- ドルアーガの塔 シリーズ（2008年 - 2009年、パズズ） - 2シリーズ
- Mnemosyne-ムネモシュネの娘たち-（老天使）
- 魍魎の匣（美馬坂幸四郎）

2009年
- 屍姫 玄（屍）
- 蒼天航路（于禁）

2010年
- アイアンマン（中井隊長）
- ハートキャッチプリキュア!（堀内正）
- RAINBOW-二舎六房の七人-（坪内）

2011年
- UN-GO（島田白朗）
- GOSICK -ゴシック-（宿屋の主人）
- TIGER & BUNNY（鏑木村正）
- ブレイド（サコミズ）
- ポケットモンスター ベストウイッシュ（イモリ博士）
- 未来日記（来須圭悟〈4th〉）

2012年
- NARUTO -ナルト- 疾風伝（四代目風影）
- 氷菓（園）

2013年
- COPPELION（梶井五次郎）
- 進撃の巨人（2013年 - 2022年、ドット・ピクシス） - 6シリーズ
- ちはやふる シリーズ（2013年 - 2020年、間下義明） - 2シリーズ

2014年
- 甘城ブリリアントパーク（鉄ひげ）

2015年
- 蒼穹のファフナー EXODUS（真壁史彦）
- コンクリート・レボルティオ〜超人幻想〜（2015年 - 2016年、滝誠介） - 2シリーズ

2016年
- ドリフターズ（ラスプーチン）

2018年
- 銀河英雄伝説 Die Neue These 邂逅（フランツ・フォン・マリーンドルフ）
- からくりサーカス（2018年 - 2019年、才賀正二）

2020年
- ポケットモンスター（2020年 - 2021年、コレダ）
- 波よ聞いてくれ（加工猿）
- 半妖の夜叉姫（2020年 - 2022年、扇谷柊弾正） - 2シリーズ

2021年
- SHAMAN KING（2021年 - 2022年、梅宮竜之介）

2024年
- SHAMAN KING FLOWERS（梅宮竜之介）
- シンカリオン チェンジ ザ ワールド（浜カイジ）
- 先輩はおとこのこ（川崎英一郎）

2025年
- 青のミブロ（齋藤一）

### 劇場アニメ
1983年
- ザブングル グラフィティ

1998年
- この星の上に

2000年
- 機動戦士ガンダム 特別版（マ・クベ）　
- 機動戦士ガンダムII 哀・戦士編 特別版（マ・クベ）　
- 機動戦士ガンダムIII めぐりあい宇宙編 特別版（マ・クベ）

2001年
- 頭文字D Third Stage（須藤京一）
- 劇場版ポケットモンスター セレビィ 時を超えた遭遇（スイクン）

2003年
- 茄子 アンダルシアの夏（チョッチ）

2010年
- 蒼穹のファフナー HEAVEN AND EARTH（真壁史彦）
- マルドゥック・スクランブル 圧縮（ウェルダン・ザ・プッシーハンド）

2012年
- 虹色ほたる 〜永遠の夏休み〜（さえ子の父）

2014年
- 劇場版 TIGER & BUNNY -The Rising-（鏑木村正）
- 宇宙戦艦ヤマト2199 星巡る方舟（イスラ・パラカス）

2025年
- 映画 先輩はおとこのこ あめのち晴れ（川崎英一郎）

### OVA
1988年
- New Story of Aura Battler DUNBINE（ショット・ウェポン）

1992年
- 世界の光 親鸞聖人（西仏房）

1993年
- ブラック・ジャック（サム）

1994年
- 銀河英雄伝説（ザーム中将）

2002年
- 頭文字D BATTLE STAGE（須藤京一）

2003年
- 新・北斗の拳（ジネン）
- はじめの一歩 間柴vs木村 死刑執行（間柴了）

2011年
- SUPERNATURAL: THE ANIMATION（ジム・ミラー）

2014年
- 進撃の巨人 突然の来訪者〜苛まれる青春の呪い〜（ドット・ピクシス） - 原作第13巻限定版

2019年
- 蒼穹のファフナー THE BEYOND（2019年 - 2021年、真壁史彦）

2023年
- 蒼穹のファフナー BEHIND THE LINE（真壁史彦）

### Webアニメ
- OBSOLETE（2019年、ボウマン[41]）
- TIGER & BUNNY 2（2022年、鏑木村正）

### ゲーム
1997年
- VIRUS（軍医）
- スーパーロボット大戦F（ショット・ウェポン）
- リフレインラブ 〜あなたに逢いたい〜（伊達一彦、なおさん）

1998年
- スーパーロボット大戦F完結編（ショット・ウェポン）

1999年
- 金田一少年の事件簿3 青龍伝説殺人事件（田中博道）

2000年
- 機動戦士ガンダム（マ・クベ）
- スーパーロボット大戦α（ショット・ウェポン）

2001年
- 機動戦士ガンダム 連邦vs.ジオン（マ・クベ）
- 機動戦士ガンダム 連邦vs.ジオンDX（マ・クベ）
- サンライズ英雄譚2（ショット・ウェポン）
- ジオニックフロント 機動戦士ガンダム0079（マ・クベ）
- スーパーロボット大戦α for Dreamcast（ショット・ウェポン）

2002年
- 機動戦士ガンダム ギレンの野望 ジオン独立戦争記（マ・クベ）
- シャーマンキング スピリット オブ シャーマンズ（木刀の竜、後鬼、シャマシュ）
- シャーマンキング 超・占事略決3（木刀の竜、ターバイン）
- スーパーロボット大戦IMPACT（ショット・ウェポン）

2003年
- 機動戦士ガンダム めぐりあい宇宙（マ・クベ）
- 最終兵器彼女（体育教師、兵士3）
- シャーマンキング ソウルファイト（木刀の竜）
- 頭文字D Special Stage（須藤京一）

2004年
- 宇宙のステルヴィア（カール・ヒュッター）
- 機動戦士ガンダム ガンダムvs.Ζガンダム（マ・クベ）
- シャーマンキング ふんばりスピリッツ（木刀の竜、シャマシュ）
- 頭文字D ARCADE STAGE Ver.3（須藤京一）

2005年
- エウレカセブン TR1:NEW WAVE（ニー・ウィルソン）
- 機動劇団はろ一座 ハロのぷよぷよ（マ・クベ）
- 機動劇団はろ一座 ガンダム麻雀DS 親父にもアガられたことないのに!（マ・クベ）
- 機動戦士ガンダム 一年戦争（マ・クベ）
- 蒼穹のファフナー（真壁史彦）
- ワイルドアームズ ザ フォースデトネイター（ハウザー・ブラックウェル）

2006年
- 頭文字D STREET STAGE（須藤京一）

2007年
- ガンダム無双（マ・クベ）
- 機動劇団はろ一座 ガンダム麻雀+Ζ さらにデキるようになったな!（マ・クベ）
- 機動戦士ガンダム MS戦線0079（マ・クベ）
- 頭文字D ARCADE STAGE 4（須藤京一）

2008年
- ガンダムバトルユニバース（マ・クベ）
- ガンダム無双2（マ・クベ）
- 機動戦士ガンダム ギレンの野望 アクシズの脅威（マ・クベ）
- 頭文字D ARCADE STAGE 4改（須藤京一）
- 頭文字D EXTREME STAGE（須藤京一）

2009年
- 鋼の錬金術師 FULLMETAL ALCHEMIST 暁の王子（ペトル・ヒルデブラント）
- 鋼の錬金術師 FULLMETAL ALCHEMIST 黄昏の少女（ペトル・ヒルデブラント）

2010年
- ガンダム無双3（マ・クベ）

2011年
- 機動戦士ガンダム オンライン（マ・クベ）
- 機動戦士ガンダム 新ギレンの野望（マ・クベ）
- 二ノ国 白き聖灰の女王（先代ブヒーデン）

2012年
- SDガンダム GGENERATION（2012年 - 2025年、マ・クベ） - 3作品
- 機動戦士ガンダム エクストリームバーサス（2012年 - 2016年、マ・クベ） - 4作品
- 機動戦士ガンダム 木馬の軌跡（マ・クベ）
- 未来日記 13人目の日記所有者 RE:WRITE（来須圭吾）

2014年
- 進め! 闇魔法結社（バロム）
- 第3次スーパーロボット大戦Z 時獄篇（ガウルン）
- NARUTO -ナルト- 疾風伝 ナルティメットストームレボリューション（四代目風影）
- はじめの一歩 THE FIGHTING!（間柴了）

2015年
- スーパーロボット大戦BX（ショット・ウェポン）
- コール オブ デューティ ブラックオプス3（シャドウマン）

2016年
- 進撃の巨人（ドット・ピクシス）
- NARUTO -ナルト- 疾風伝 ナルティメットストーム4（四代目風影）

2017年
- スーパーロボット大戦V（ガウルン）
- ガンダムバーサス（マ・クベ）

2018年
- 進撃の巨人2（ドット・ピクシス）
- フルメタル・パニック！ 戦うフー・デアーズ・ウィンズ（ガウルン）
- コール オブ デューティ ブラックオプス4（シャドウマン）
- 機動戦士ガンダム エクストリームバーサス2（2018年 - 2025年、マ・クベ） - 4作品

2019年
- スーパーロボット大戦DD（ガウルン）
- ガンダムネットワーク大戦（マ・クベ）

2021年
- ファンタジア・リビルド（ガウルン）
- はじめの一歩 FIGHTING SOULS（間柴了）
- 妖怪ウォッチ ぷにぷに（梅宮竜之介）
- モンスターストライク（梅宮竜之介）

### ドラマCD
- 進撃の巨人特典ドラマCD サシャの怒濤の料理バトル編!!（ドット・ピクシス）
- 低俗霊DAYDREAM（米倉）
- ドルアーガの塔 〜the spoon of URUK〜（パズズ）
- 十二国記 夢三章（月渓）
- 蒼穹のファフナー Vol.2 GONE/ARRIVE（真壁史彦）
- 百器徒然袋 6 〜面霊気〜薔薇十字探偵の疑惑（羽田隆三）
- よろず屋東海道本舗（院長）

### 吹き替え

#### 担当俳優
アレック・ボールドウィン
- 愛されちゃって、マフィア（フランク“キューカンバー”・デ・マルコ）
- グッド・シェパード（サム・ミュラック）
- 都市を歩くように -フラン・レボウィッツの視点-（本人役）
- ノッティングヒルの恋人（ジェフ・キング）※ソフト版
- NIP/TUCK マイアミ整形外科医 シーズン2 #29（バレット・ムーア）
- ボンジュール、アン（マイケル・ロックウッド）
- ミッション:インポッシブル/ローグ・ネイション（アラン・ハンリー）
- ミッション:インポッシブル/フォールアウト（アラン・ハンリー）
- リチャードを探して（クラレンス公ジョージ）

エリック・ロバーツ
- 完全犯罪（リノ）
- 爆発感染 レベル5（リチャード・ダレサンドロ市長）
- マインドストーム（デビッド）

ケン・トン
- 蒼き獣たち（ケン）
- 男たちの挽歌（香港警察・部長）※パラマウント版
- ポリス・ストーリー/香港国際警察（マオ刑事）※ソフト版

サム・へニングス
- クリミナル・マインド8 FBI行動分析課（ティルマン保安官）
- サバイバル・リミット（フランク）
- セクシュアル・イノセンス（ニック〈成人〉）

ジャンカルロ・エスポジート
- クリミナル・マインド 特命捜査班レッドセル #10（ゴードン・ラミレス）
- ジェントルメン（スタンリー・ジョンストン）
- マネーモンスター（パウエル署長）

ジェームズ・ルッソ
- 仮面秘書（テッド・バーク）
- スネーク・アイズ（フランシス・バーンズ）
- ミリオネア（ジギー）
- 乱気流/ファイナル・ミッション（ニック）※ソフト版

ジェイソン・フレミング
- エイリアンVSヴァネッサ・パラディ（ジェームス・バタイユ）
- ザ・グリード（モリガン）※ソフト版
- ジャングル・ブック（ジョン・ウィルキンス中尉）※テレビ朝日版
- チャイルド・プレイ/チャッキーの種（サンタ）
- ビロウ（スタンボ）※ソフト版
- レジェンド・オブ・ヒーロー/ロブ・ロイ（グレガー）

スティーヴン・バウアー
- 刑事ナッシュ・ブリッジス（リマー）
- コールド・ケース6（オズマニー・レオン）
- 真実の行方（ジョーイ・ピネロ）
- 復讐者（グレッグ・プルイット）

スティーヴン・ラング
- シェイド（アレックス・ロートン）
- 新・逃亡者（フレッド・ジョンソン）※VHS版
- ワイルド・ブレイブ（リンデン・ブレイブン）

ティム・ガン
- アグリー・ベティ（ファッションTVのレポーター）
- ゴシップガール（本人役）
- プロジェクト・ランウェイシリーズ（本人役）
  - プロジェクト・ランウェイ/ティム・ガンに学べ!
  - モデルズ・オブ・ランウェイ

- 私はラブ・リーガル（本人役）

ブルース・グリーンウッド
- スター・トレック（クリストファー・パイク船長）
- スター・トレック イントゥ・ダークネス（クリストファー・パイク提督）
- フライト（チャーリー・アンダーソン）

ピーター・アウターブリッジ
- 合衆国壊滅II 再襲来!M10.5（アレック・ベッカー）
- 24 -TWENTY FOUR- シーズン2（ロニー・スターク）
- ミッション・トゥ・マーズ（セルゲイ・キーロフ）

ブレット・カレン
- PERSON of INTEREST 犯罪予知ユニット（ネイサン・イングラム）
- ボディ・オブ・プルーフ 死体の証言（パーキンス警部）
- レッド・ドーン（トム・エッカート）

#### 映画
- アーク 失われたマヤの財宝（ラウル・ガトー〈ジョン・ヴェレア〉）
- アート・オブ・ウォー（ブライ〈マイケル・ビーン〉）※ソフト版
- アーネスト、監獄に行く!（ライル）
- アイ・アム・オメガ（ヴィンセント）
- 愛の奴隷（グスタボ〈カミロ・ガラルド〉）
- アウト・フォー・ジャスティス（ボビー・ルーポ刑事、入れ墨の男）※ソフト版
- アウトブレイク（ジンボ〈パトリック・デンプシー〉）※ソフト版
- 悪霊喰
- 憧れのウェディング・ベル（ウィントン・チャイルズ〈リス・エヴァンス〉）
- アザー・ピープルズ・マネー（グレンジャー）
- アサシン 暗・殺・者 ※ソフト版、日本テレビ版
- アトミック・トレイン（スタン〈ザック・ウォード〉）※ソフト版
- アナコンダ（スティーヴン・ケイル〈エリック・ストルツ〉）※ソフト版
- アナとオットー
- アフター・グロウ（ジャック・デイナ〈アラン・フォーセット〉）
- アラクノフォビア（ジェリー・マンリー）※ソフト版
- 嵐の中で輝いて（魚屋の連絡員）※テレビ東京版
- アラビアのロレンス（マイケル・ジョージ・ハートレー伍長〈イアン・マクノートン〉）※テレビ東京版
- ある貴婦人の肖像（キャスパー・グッドウッド〈ヴィゴ・モーテンセン〉）
- アルナーチャラム 踊るスーパースター（アルナーチャラム〈ラジニカーント〉）
- アルファ・ドッグ 破滅へのカウントダウン（ソニー・トゥルーラブ〈ブルース・ウィリス〉）
- アンダーワールド: エボリューション（マーカス・コルヴィナス〈トニー・カラン〉）
- アンディ・ラウの暗黒英雄伝（マーク）
- イケてる私とサエない僕（アラン〈アンドリュー・エアリー〉）
- イコン ICON（ハーヴェイ・ブラックレッジ〈ジェフ・フェイヒー〉）
- IT/イット “それ”が見えたら、終わり。（ベバリーの父〈ステファン・ボガルト〉[53]）
  - IT/イット THE END “それ”が見えたら、終わり。[54]
- 1917 命をかけた伝令（スミス〈マーク・ストロング〉）
- イナフ ※ソフト版
- インソムニア（フレッド・ダガー〈ニッキー・カット〉）※テレビ朝日版
- インフォーマント!（アンソニー・ダンジェロ捜査官）
- ヴァーチャル・シャドー 幻影特攻（ジョン・トッドマン）
- WISH ウィッシュ/夢がかなう時
- ウインドトーカーズ（パパス〈マーク・ラファロ〉）※テレビ朝日版
- ウェディング・シンガー（ビリー・アイドル、ルディ）
- ウェルカム!ヘヴン（マニ・チャヴェス〈デミアン・ビチル〉）
- ウォーク・トゥ・リメンバー（ケリー）
- ウォルター少年と、夏の休日（スタン〈ニッキー・カット〉）※ソフト版
- 宇宙からの侵略者（ヒュー・ブルックス〈ブルース・ボックスライトナー〉）
- 宇宙戦争ZERO（サム〈ジェームズ・マースターズ〉）
- 裏切りの戦場 葬られた誓い（ブリガード・ヴィダル将軍）
- エア・バディ2（パトリック・サリヴァン〈グレゴリー・ハリソン〉）※ソフト版
- 栄光のランナー/1936ベルリン（アベリー・ブランデージ〈ジェレミー・アイアンズ〉）
- 英雄 国姓爺合戦（林昆）
- 英雄の証明（コリオレイナス〈レイフ・ファインズ〉）
- エイリアン・スナッチャーズ（オニール神父〈ロバート・イングランド〉）
- エイリアン2（ウィリアム・ハドソン〈ビル・パクストン〉）※テレビ朝日2004年版
- エイリアンVSプレデター（マーク・ヴァーヘイデン〈トミー・フラナガン〉）
- エヴァとステファンとすてきな家族（ロルフ〈ミカエル・ニクヴィスト〉）
- エクストラマリタル 婚外交渉（ボブ〈ブライアン・ブルーム〉）
- エクセス・バゲッジ/シュガーな気持ち（グレッグ〈ハリー・コニック・ジュニア〉）
- エミルの空（スロストゥル・スラスタルソン）
- エレベーター（ジャン・シャルマン）
- エンド・オブ・バイオレンス（レイ・ベーリング〈ガブリエル・バーン〉）
- オーシャンズ11（バッキー・ブキャナン）※ソフト版
- オーシャンズ12（ローマン・ネイゲル〈エディー・イザード〉）※ソフト版
- オーバー・ザ・ムーン
- オーロラの彼方へ ※日本テレビ版
- 狼たちの街（ネイサン・フィッツジェラルド大佐〈トリート・ウィリアムズ〉、ケニー・ケイミンズ〈タイタス・ウェリヴァー〉）※ソフト版
- オスカーとルシンダ（ジェフリス〈リチャード・ロクスバーグ〉、チャーリー・フィッグ）
- 男たちの挽歌4（バット警部〈パークマン・ウォン〉）
- オリバー!
- ガーデン（ジョー〈ケリー・ネルソン〉）
- カーテンコール/ただいま舞台は戦闘状態（フレディ・ダラス〈クリストファー・リーヴ〉）
- ガール6（監督#1〈クエンティン・タランティーノ〉）
- カオス（クエンティン・コナーズ〈ジェイソン・ステイサム〉）
- 案山子男（パターソン保安官〈リチャード・エルフマン〉）
- 影のない男（ラング〈クリスチャン・ベルケル〉）
- カジノ（レスター・ダイアモンド〈ジェームズ・ウッズ〉）
- ガルフ・ウォー（ジム・テュート〈テッド・ダンソン〉）
- KAN-WOO/関羽 三国志英傑伝（曹操〈チアン・ウェン〉）
- カンフー・カルト・マスター 魔教教主（宋青書〈コリン・チョウ〉）※VHS版
- 記憶のはばたき（デヴィッド・フランクス）
- 危険な天使たち
- 奇跡が降る街（ヴィト・ペシ）
- 奇蹟の降る空（保安官）
- 偽造（ルー〈ピーター・ウェラー〉）
- 君が、嘘をついた。（ヴィクトール〈マルク・ラヴォワーヌ〉）
- キャスパー（グイド・サルドゥッチ神父〈ドン・ノヴェロ〉）※VHS版
- キャノンズ（ドラモンド〈デヴィッド・アラン・グリア〉）
- キャノンボール3 新しき挑戦者たち（フラッシュ）※TBS版
- 共犯者（ティン〈ジョシュ・チャールズ〉）
- 恐怖の報酬（マリオ〈イヴ・モンタン〉）※テレビ東京版
- キル・ビル Vol.1（エドガー・マクグロウ〈ジェームズ・パークス〉）
- 金玉満堂/決戦!炎の料理人（リウ・キット〈ケニー・ビー〉）
- キング・オブ・ハーレー ※VHS版
- クイズ・ショウ（アル・フリードマン〈ハンク・アザリア〉）
- グッドモーニング, ベトナム（カーク）※フジテレビ版
- クラッシュ・ザ・タンカー/流出危機（リック・スタイナー〈デヴィッド・モース〉）
- クラッシュ・ダイブ 急速潜航（ガンター・R・ニュートン〈パシャ・D・リチニコフ〉）※フジテレビ版
- グラマー・エンジェル危機一発
- グリーン・ドラゴン（クワン・ハイ）
- クリスマス・キャロル
- CLIFF SEVEN/人質奪還指令（ブロック・ダニエルズ）
- クリフハンガー（キネット〈レオン〉）※ソフト版
- クリムゾン・タイド（ポール・ヘラーマン大尉〈リック・シュローダー〉）※ソフト版
- クルーエル・インテンションズ2（エドワード・ヴァルモン）
- クローン・デイ/J-2.0（テイラー）
- クロッシング（ドン・モレル刑事〈マリオ・ヴァン・ピーブルズ〉）
- 黒武者（マロス〈ドミニク・キーティング〉）
- ゲット・マネー（ラモス）
- ケミカル51（ヴァージル・ケイン〈ショーン・パートウィー〉）
- ケロッグ博士（チャールズ・オシニング〈ジョン・キューザック〉）
- ゴーストハウス（ノーラン）
- ゴースト・ブラザー/天国から来たヒーロー（ニコルズ）
- コールド・ブラッド/殺しの紋章（サル〈マイケル・バダルコ〉）
- 五線譜のラブレター（ビル・ラザー）
- ゴッド・アーミー 聖戦（ガブリエル〈クリストファー・ウォーケン〉）
- ゴッド・ギャンブラー 完結編（隊長〈チョイ・カムコン〉）※VHS版
- コッホ先生と僕らの革命（リヒャルト・ハートゥング〈ユストゥス・フォン・ドホナーニ〉）
- コネクテッド（チョン警部〈チョン・シウファイ〉）
- 小びとの森の物語（ジャスパー〈トム・ローウェル〉）※VHS版
- コブラ ※テレビ朝日版
- コラテラル・ダメージ（見張り番）※ソフト版
- コロンブス（ハラナ）
- コン・エアー（"クレイジー・ビリー" ウィリアム・ベッドフォード〈ニック・チンランド〉）※テレビ朝日版
- コンフェッション（ピーター・ジェンクス〈ロバート・ジョン・バーク〉）
- サーベルタイガー（サッチャー〈デヴィッド・キース〉）
- サイキック・ターゲット
- 最高の人生（マニュアル・ジョーダン〈ビリー・ボブ・ソーントン〉）
- The Omega Codeシリーズ（ストーン・アレクサンダー〈マイケル・ヨーク〉）
  - CODE:0000 コード:ゼロ
  - メギド（21歳の時のストーン・アレクサンダー〈ノア・ハントリー〉）
- サイバー・ファイター/復讐の使者（アレックス〈オリヴィエ・グラナー〉）
- サイバーロボ（船長）
- ザ・グリード（ヴィーヴォ〈ジャイモン・フンスー〉）※テレビ朝日版
- ザ・サバイバー（アーレン〈マイケル・ベック〉）
- ザ・シークレット・サービス（マット・ワイルダー〈グレッグ・アラン＝ウィリアムス〉）※ソフト版
- ザ・セル（ゴードン・ラムジー〈ジェイク・ウェバー〉）
- ザ・セル2（スカイラー捜査官〈バート・ジョンソン〉）
- ザ・チェイス ※テレビ朝日版
- ザナドゥ（シンプソン〈ジェームズ・スローヤン〉）
- ザ・ネスト（リチャード・ターベル）
- サハラ 死の砂漠を脱出せよ（フランク・ホッパー博士〈グリン・ターマン〉）※ソフト版
- ザ・バンク 堕ちた巨像（ジョナサン・スカルセン〈ウルリク・トムセン〉）
- サバンナ（パトリック・クマロ）
- ザ・ビーチ（バッグズ）※ソフト版
- ザ・ファン ※テレビ朝日版
- ザ・ファントム/地獄のヒーロー4（ドワイト〈ジェフリー・クレイマー〉）
- ザ・フラッシュ3（ボーハナン / デッドリーナイトシェード〈リチャード・バージ〉）※VHS版
- ザ・ミラー（フレデリック・チャンピオン〈ビリー・ドラゴ〉）
- ザ・リスト 官能の罠（リチャード・ミラー〈ライアン・オニール〉）
- ザ・ロック（アンダーソン中佐〈マイケル・ビーン〉）※ソフト版
- 斬撃-ZANGEKI-（クロス〈リンデン・アシュビー〉）
- サンダーハート
- サンダーパンツ!（ジョンソン・J・ジョンソン〈ポール・ジアマッティ〉）
- サンドラ・ブロック in アマゾン（アタニンデ〈ファン・フェルナンデス〉）
- G.I.ジェーン（ウィックワイヤー）※ソフト版
- シー・オブ・ラブ（アーネスト・リー〈ダミエン・リーク〉）※テレビ朝日版、（テリー〈マイケル・ルーカー〉）※テレビ東京版
- JFK（アル・オーサー〈ゲイリー・グラッブス〉）※ソフト版
- ジェイコブス・ラダー（ダグ〈ブライアン・タランティーナ〉）※ソフト版
- ジェイド（パット・キャレンダー〈デヴィッド・ハント〉）
- シカゴ7裁判（ラムゼイ・クラーク〈マイケル・キートン〉）
- 視姦（チャールズ〈トム・ウィルキンソン〉）
- 地獄の殺人救急車/狙われた金髪の美女（ニセ救急車の運転手〈ルディ・ジョーンズ〉）
- 十戒 ※テレビ朝日版
- シックス・ストリング・サムライ（ウルフマン）
- シティ・スリッカーズ（ジェフ〈カイル・セコー〉）※VHS版
- 死の標的（賞金稼ぎ、ジャマイカギャング）※テレビ朝日版
- ジャック（怒っている男〈エドワード・リンチ〉）※ソフト版
- シャドー・ウォリアーズ/地獄の要塞（フレイカー〈トレヴァー・ゴダード〉）
- シャドウ・オブ・ウルフ（スコット〈ニコラス・キャンベル〉）
- 10億分の1の男（アレハンドロ〈アントニオ・デチェント〉）
- シュリ ※テレビ朝日版
- ショーシャンクの空に（バイロン・ハドリー〈クランシー・ブラウン〉）※ソフト版
- 小説家を見つけたら（テレル・ウォレス〈バスタ・ライムス〉）
- 処刑人（ダッフィー刑事〈ブライアン・マホーニー〉）
- ジョニー・デスティニー（ジョニー・デスティニー〈クエンティン・タランティーノ〉）
- 女優マルキーズ（モリエール〈ベルナール・ジロドー〉）
- シリアナ（スタン・ゴフ〈ウィリアム・ハート〉）
- シリアル・ラヴァー（アキム〈ジヌディーヌ・スアレム〉）
- 新・荒野の七人 馬上の決闘（P.J.）※テレビ東京版
- 真・三国志 天地戦乱（諸葛孔明〈トニー・リュウ〉）
- 新宿インシデント（タイパオ）
- シンドバッド虎の目大冒険 ※テレビ朝日版
- 新ポリス・ストーリー（ゴン・コーワン〈チュン・ファト〉）※ソフト版
- シン・レッド・ライン（ケック軍曹〈ウディ・ハレルソン〉）
- スーパーストーム（ロバート・ブッカー）
- ズールー大戦争（マンゴー・プレンティス船長〈デビッド・ハッセルホフ〉）
- 酔拳2（ジョン〈ロウ・ホイクォン〉）※ソフト版
- スウォーズマン/女神復活の章（ゴリダ将軍）
- スカートの奥で（ハビエル・オリージャ〈ハビエル・バルデム〉）
- スカーレット・レター（ブルースター・ストーンホール）
- 素顔のままで（ダレル・グラント〈ロバート・パトリック〉）※ソフト版
- スクリーマーズ（ベッカー〈ロイ・デュプイ〉）※VHS版
- スクリーム・チーム/ぼくらの幽霊退治（ザッカライア〈キム・コーツ〉）
- スケート・オア・ダイ（リュカ）
- スケアクロウ（ジャック・ライリー〈リチャード・リンチ〉）※テレビ東京版
- スタートレック ジェネレーションズ（ジョン・ハリマン艦長〈アラン・ラック〉）
- スタートレック 叛乱（ソジェフ〈ダニエル・ヒュー・ケリー〉）
- スターリングラード
- スティールシャークス（コード）
- ストーン・コールド'98（クレイグ・ハンズテル、K・ミッチ）
- ストリートファイター（Tホーク）※テレビ朝日版
- スパイ・ゲーム ※フジテレビ版
- スパイ・ハード（ノーマン・コールマン〈バリー・ボストウィック〉）
- スパイラル・バイオレンス（ポール〈ゲイリー・オールドマン〉）
- スパニッシュ・プリズナー（リーダー〈エド・オニール〉）
- スピード（ノーウッド〈リチャード・ラインバック〉）※テレビ朝日版
- スラップ・ショット（ジョニー・アプトン）※ソフト版
- スリル/ジェットコースター爆破計画（カール〈テッド・マルクー〉）
- 世界中がアイ・ラヴ・ユー（チャールズ・フェリー〈ティム・ロス〉）
- セブン（カリフォルニア〈ジョン・C・マッギンリー〉）※ソフト版
- セレブリティ（フランキー、行商人〈J・K・シモンズ〉）
- 戦火の馬（ジェイミー・スチュワート少佐〈ベネディクト・カンバーバッチ〉）
- 戦火の勇気（スティーブン・アルタマイヤー〈セス・ギリアム〉）※テレビ朝日版
- 1,300万ドルの女 女優誘拐計画（フレッド）
- ソウ3（エリック・マシューズ〈ドニー・ウォールバーグ〉）
- ソウ4（エリック・マシューズ〈ドニー・ウォールバーグ〉）
- ゾンビコップ（ボブ〈ベン・ミトルマン〉）
- ダーク・ハーフ（マイク・ドナルドソン〈ケント・ブロードハースト〉）※ソフト版
- ダーク・ブルー（ベドリヒ・ムルトヴィ）
- ダークマン（コンビニ店員）※テレビ朝日版
- ダーティ・シェイム（バーナード、チャド）
- ダイアリー 第1章 アンナの秘密（アレキサンダー〈リー・ヘンショー〉）
- ダイアリー 第2章 アンナの悦び（アレキサンダー〈リー・ヘンショー〉）
- 第一の嘘（ブレーク〈ウィリアム・ハート〉）
- タイガーランド（トマス二等軍曹）
- ダイナソー・プロジェクト（ジョナサン・マーチャント〈リチャード・ディレイン〉）
- ダイ・ハード3（マシアス・タルゴ〈ニック・ワイマン〉）※ソフト版
- タイムロック（ライリー〈アリー・グロス〉）
- TAXi（ドイツ人ギャング〈リチャード・サメル〉）※ソフト版
- ダブルタップ（ミウ刑事〈アレックス・フォン〉）
- ダブルチーム ※ソフト版
- ダブル・テイク（コナー〈クレイグ・シェイファー〉）
- ため息つかせて（ラッセル〈レオン〉、ハーバート・ウェブスター）
- ダンス・ウィズ・ウルブズ ※日本テレビ版
- チャイルド・プレイ 〜チャッキーの狂気病棟〜（フォーリー医師〈マイケル・テリュー〉）
- 調教師（ルディ）
- 沈黙のジェラシー
- 沈黙の聖戦
- 沈黙の戦艦（ジョンソン、ジグス）※テレビ朝日版
- 沈黙の断崖（FBI捜査官）※テレビ朝日版
- 沈黙の鎮魂歌（ミカエル）
- ツイスター（Mr.ソントン〈リチャード・ラインバック〉）
- ツイスター・インフェルノ（ジャック・ハッチ〈ジョン・シュナイダー〉）
- 追跡者（コズモ・レンフロ連邦副保安官〈ジョー・パントリアーノ〉）※ソフト版、（キム刑事）※テレビ朝日版
- 冷たい月を抱く女（アール・リーマス〈トビン・ベル〉）※テレビ東京版
- D&D 完全黙秘（ポー〈ユー・ロングァン〉）
- デイビー・クロケット/鹿皮服の男（ウィリアム・トラヴィス大佐）
- デイライト（エリオット〈ロブ・コーエン〉）※テレビ朝日版
- デスペラード（ナバジェス〈ダニー・トレホ〉）※テレビ朝日版
- デス・レース2（メドフォード・パークス所長）
- デッド・オア・アライブ/監獄の街（ジョー・レイ）
- デッドハング（フランク〈D・B・スウィーニー〉）
- デモリションマン（アルフレド・ガルシア〈ベンジャミン・ブラット〉）※ソフト版、（2032年の警官、博物館員、解凍された凶悪囚人）※テレビ朝日版
- テルマ&ルイーズ（ダリル〈クリストファー・マクドナルド〉）
- テロリスト・ゲーム2/危険な標的（マオ・イージン〈リム・カイシュウ〉）※ソフト版
- 天才マックスの世界（ピーター・フリン〈ルーク・ウィルソン〉）
- デンジャラス・ラン（ダニエル・キーファー〈ロバート・パトリック〉）※BSジャパン版
- トータル・リコール（入国管理官）※テレビ朝日版
- トゥームストーン（カーリー・ビル〈パワーズ・ブース〉）
- 12モンキーズ（ホセ〈ジョン・セダ〉）※ソフト版
- トゥルーナイト（マーク〈ポール・キンマン〉、兵士4、町の人2 他）
- 逃亡者（コズモ・レンフロ連邦副保安官〈ジョー・パントリアーノ〉）※ソフト版
- 透明人間（モリッシー）※ソフト版
- ドナー（ハリー）
- トマ@トマ（ジロン先生〈フレデリック・トパール〉）
- ドラグネット 正義一直線
- ドラゴン危機一発'97（ビッグ・ウルフ〈ベン・ラム〉）
- ドラゴン・タトゥーの女（ドラガン・アルマンスキー〈ゴラン・ヴィシュニック〉）
- ドリフト（オランド）
- ドルフ・ラングレン in レトログレイド2204（ロバート・デイヴィス船長）
- トレインスポッティング
- ドロップ・ゾーン（ドン・ジャガー〈ルカ・ベルコヴィッチ〉）※テレビ朝日版
- トワイライト〜初恋〜（チャーリー・スワン〈ビリー・バーク〉）※ソフト版
- 永遠のワルツ/白い犬とワルツを（ハワード・クック〈フランク・ロバーツ〉）
- ドン・ジョン（ジョン・マテーロSr.〈トニー・ダンザ〉）
- トンネル（クリューガー大佐）
- ナイスガイ ※ソフト版
- 難破船（ジョン・グレナーバン〈マイケル・アンダーソン・Jr.〉）
- ニューマン（スティーヴ・フランクリン）
- ニュームーン/トワイライト・サーガ（チャーリー・スワン〈ビリー・バーク〉）※ソフト版
- ニューヨーク 最後の日々（ケアリー・ローナー〈ライアン・オニール〉）
- ニューヨークの亡霊（ウィル・ドッジ〈サム・シェパード〉）
- ネゴシエーター（アール〈ドナル・ローグ〉）※ソフト版
- ネットジャック（デリック〈アル・サピエンザ〉）
- ネバーランド（アーサー・コナン・ドイル卿〈イアン・ハート〉）
- ネメシス2（ジュナ）
- ネメシス3（エディソン〈ノーバート・ウェイサー〉）
- ネル（トッド・ピーターセン〈ニック・サーシー〉）
- ノース 小さな旅人（アラスカのパパ〈グラハム・グリーン〉）
- 覗く女（ミッチェル・ジェームズ）
- ノッキン・オン・ヘブンズ・ドア（マーチン・ブレスト〈ティル・シュヴァイガー〉）
- ノック・オフ ※テレビ東京版
- ノッティングヒルの恋人（タイムアウトの記者〈ジュリアン・リンド＝タット〉）※ソフト版
- バーティカル・リミット（スキップ・テイラー〈ロバート・テイラー〉）※ソフト版
- ハード・アライブ（スティーブン〈ブライアン・ボズワース〉）
- ハードキャッシュ（マーク・C・コーネル〈ヴァル・キルマー〉）
- ハードジャッカー/標高10,000フィートの死闘!（ステファン〈ウラジミール・クリッチ〉）※VHS版
- バーニング・オーシャン（ジミー・ハレル〈カート・ラッセル〉）
- パーフェクト・ファミリー（デイヴィス）
- パーフェクト・ワールド（ボビー・リー〈ブラッドリー・ウィットフォード〉）※ソフト版
- ハーモニーベイの夜明け（アラン〈レックス・リン〉）
- バーレスク（ヴィンス〈ピーター・ギャラガー〉）
- バイオ・アマゾネス（ハマー刑事〈ギャレット・クランシー〉）
- ハウスシッター/結婚願望（バス運転手）
- バウンティ・キッド（保安官ベッカー〈ランディ・トラヴィス〉）
- バカルー・バンザイの8次元ギャラクシー（パーフェクト・トミー）
- バグズ（ヴィクター・ペトロノヴィッチ）
- 裸の十字架を持つ男/エクソシストフォーエバー（ジーン・オーカーランド）
- 八月のクリスマス（チョルグ）
- バックドラフト（ナイチンゲール〈ケヴィン・ケイシー〉）※テレビ朝日版
- バッド・ガールズ ※テレビ朝日版
- バッドデイズ（ホーレイ・モンタナ）
- バッドボーイズ ※ソフト版
- バトルランナー ※テレビ朝日版
- パニック・イン・スタジアム（チャーリー・タイラー）※テレビ朝日版
- パニック・トレイン（ルイス〈ダグレイ・スコット〉）
- パパとマチルダ（トミー）
- ハピネス（ヴラッド〈ジャレッド・ハリス〉）
- パラノイア（ウォーレン・ネルソン）
- 薔薇の素顔（ケイシー〈ケヴィン・J・オコナー〉）※ソフト版
- 張り込みプラス（ウィリス刑事）※ソフト版
- バロウズの妻（ハード）
- バンディッツ（シュワルツ〈ハンネス・イェニケ〉）
- バンディッツ（ローレンス・ファイフ支店長〈リチャード・リール〉）※ソフト版
- ハンテッド ※テレビ東京版
- 日蔭のふたり（ジュード・フォーリー〈クリストファー・エクルストン〉）
- ピクセル（ヒル伍長〈ショーン・ビーン〉）
- ヒックとドラゴン（ストイック〈ジェラルド・バトラー〉[55]）
- ビッグ・バグズ・パニック（プエルトリコの男〈イスマエル・イースト・カルロ〉）
- 羊たちの沈黙（テイト巡査部長、ピルチャー、クラリスの父）※DVD・BD版
- ヒットマン（チャン〈サイモン・ヤム〉）
- ヒトラー 〜最期の12日間〜（ヴィルヘルム・モーンケ親衛隊少将〈アンドレ・ヘンニッケ〉）
- ファースト・キッド/僕のパパは大統領（ハロルド〈トーマス・アラナ〉）
- ファースト・ワイフ・クラブ（アーロン・パラディス〈スティーヴン・コリンズ〉）
- ファイアーストーム（カージ〈ウラジミール・クリッチ〉）
- ファイティング・キッズ（ブラック・デス）
- ファイナル・デスティネーション（シュレック捜査官〈ロジャー・グーンヴァー・スミス〉）※ソフト版
- ファイナル・プロジェクト（ツイ〈ジャクソン・ルー〉）※ソフト版
- ファイブ・エイセス（レイ）
- ファイヤードラゴン/火雲伝奇（チェン・ルウ）
- ファミリー・プロット（ジョセフ・P・マロニー〈エド・ローター〉）※BD版
- フィースト2/怪物復活（ホボ〈ウィリアム・プラエル〉）
- フィースト3/最終決戦（ホボ〈ウィリアム・プラエル〉）
- 54 フィフティ★フォー（ハーラン〈スキップ・サダス〉）※ソフト版
- 風雲 ストームライダーズ（聶人王〈アレックス・フォン〉）
- フェア・ゲーム
- フォー・ブラザーズ/狼たちの誓い（グリーン中尉〈テレンス・ハワード〉）
- 復讐の処刑コップ（ニック・ランドル）※VHS版
- フューリー（“オールドマン”・ワゴナー大尉〈ジェイソン・アイザックス〉）
- プライド 栄光への絆（チャールズ・ビリングスリー〈ティム・マグロウ〉）
- ブラインド・ヒル（ジョイ少佐〈クリス・マクドナルド〉）
- ブラインド・フューリー
- ブラック・オーシャン（アンドレアス / キャスパー）
- ブラック・ドッグ（ビンス〈シリル・オライリー〉）※ソフト版
- ブラック・フライデー（キャッシュ）
- ブラックマスク2（ラング〈スコット・アドキンス〉、ロス）
- フリー・ウィリー3（サンダーソン）
- フリージャック
- フリーダ（ネルソン・ロックフェラー〈エドワード・ノートン〉）※ソフト版
- プリティ・ブライド（ジョージ・スウィリング〈レッグ・ロジャース〉）
- プリティ・リーグ（ボブ・ヒンソン〈ビル・プルマン〉）※日本テレビ版
- ブルース・ブラザース2000（ケイベル・チェンバレン署長〈ジョー・モートン〉、モーリー・スライン）
- フル・ブラッド（ジョー）
- ブレイド（医者）※テレビ東京版
- ブレイド3（エドガー・バンス博士〈ジョン・マイケル・ヒギンズ〉）※テレビ東京版
- ブレス・ザ・チャイルド（ジョン・トラヴィス〈ジミー・スミッツ〉）
- プレッジ（モナシュ郡の保安官〈コスタス・マンディロア〉）
- プレデター（パイロット）※テレビ朝日版
- プレデター2（B・ピルグリム署長〈ケント・マッコード〉）※テレビ朝日版
- ブロークン・アロー ※日本テレビ版
- プロテクター（ベニー・ガルーチ〈ビル・ウォレス〉[56]）※ソフト版
- プロブレムでぶ/何でそうなるの?!（ロジャー・コヴァリー）
- ブロンドと柩の謎（ジョー）
- ペインキラー・ジェーン（グラハム・ナイト〈テイト・ドノヴァン〉）
- ヘヴィメタル
- ベオウルフ（ローランド〈ゲッツ・オットー〉）
- ベガス・バケーション（偽造IDを売る男〈トビー・ハス〉）
- ベッドかざりとほうき（漁師クマ）※バンダイ版
- ヘブン・アンド・アース 天地英雄
- ペンタグラム/悪魔の烙印 ※VHS版
- ボーイズ・オン・ザ・サイド（アレックス〈ジェームズ・レマー〉、ジョニー・フィギス）
- ホーリーマン（アル）
- ボーン・コレクター（ハワード・チェイニー〈マイケル・ルーカー〉）※ソフト版
- 望郷（ペペ〈ジャン・ギャバン〉）※PDDVD版
- 暴走特急（デヴィッド・トリリング大尉）※ソフト版
- 吠えるチビ犬ちゃん（ウォード・ヴァン・デューセン〈エド・ベグリー・ジュニア〉）
- ポセイドン（ラッキー・ラリー〈ケヴィン・ディロン〉）
- ホットゾーン（トーマス・スパークス将軍〈アンソニー・ジョン・デニソン〉）
- ボディ・ターゲット ※テレビ朝日版
- ボディ・トーク（バディ）
- 炎の戦線エル・アラメイン（デ・ヴィータ）
- ほぼ300<スリーハンドレッド>（使者〈フィル・モリス〉）
- マーキュリー・ライジング（ニコルズ刑事〈ジャック・コンレー〉、フランシス）※ソフト版
- マーサ、あるいはマーシー・メイ（パトリック〈ジョン・ホークス〉）
- マイアミ・ラプソディー（ミッチェル〈ジェレミー・ピヴェン〉）
- マイケル・コリンズ（ハリー・ボランド〈エイダン・クイン〉）
- マイ・サイエンス・プロジェクト（不良1）
- マイ スウィート ガイズ（ジム・ランプレイ）
- マキシマム・リスク ※ソフト版
- マスク・オブ・ゾロ ※ソフト版
- マスター・オブ・リアル・カンフー 大地無限2（ウィン〈マーク・チェン〉）※VHS版
- マスターズ/超空の覇者（ブレイド）※テレビ東京版
- マッド・シティ（ナット・ジャクソン）※フジテレビ版
- マップ・オブ・ザ・ワールド（ハワード・グッドウィン〈デヴィッド・ストラザーン〉）
- マミー・マーケット（リービー校長〈メリット・ヨンカ〉）
- マリン・クラッシュ（マック・テイラー〈ブレント・ハフ〉）
- ミート・ザ・フィーブル 怒りのヒポポタマス（ウィンヤード）
- Mr.&Mrs. スミス（リロイ）※ソフト版
- Mr.エンジェル/神様の賭け（バッバ）
- Mr.ビーン カンヌで大迷惑?!（エミール〈カレル・ローデン〉）
- ミスティック・リバー（ニック・サベッジ〈アダム・ネルソン〉）
- ミッシング・ガン（マー・シャン〈チアン・ウェン〉）
- ミュータント・タートルズ ※VHS版
- ミュート・ウィットネス 殺しの撮影現場（ハウスマン）
- ミリオンダラー・ホテル（ジェロニモ・ヴァルデス〈ジミー・スミッツ〉）
- ミレニアム・クライシス（ロバート〈マイケル・ダディコフ〉）
- 息子のまなざし（オリヴィエ〈オリヴィエ・グルメ〉）
- めぐり逢い（ケン・アレン〈ピアース・ブロスナン〉）
- メジャーリーグ（バウデン）※日本テレビ版
- メダリオン（スネークヘッド〈ジュリアン・サンズ〉）
- メタル・ブルー（憲兵コナーズ）
- メメント（ドッド〈カラム・キース・レニー〉）
- メルトダウン・クライシス（ロウエル〈ジョー・モートン〉）
- 野獣特捜隊（ラム）
- 闇を見つめる瞳（レイ〈ウィリー・ガーソン〉）
- U.M.A レイク・プラシッド（ウォルト・ローソン〈デヴィッド・ルイス〉）
- U・ボート（一等航海士）※テレビ東京版
- ユーロトリップ（ミーカの父）
- ユニバーサル・ソルジャー（中尉）※ソフト版
- 夢だと云って（ジョニー）
- 許されざる者（クイック・マイク）※ソフト版
- 欲望の街・外伝 ロンリーウルフ（フェイ〈トニーレオン〉）
- ライオンと呼ばれた男（20歳のサム）
- ライジング・サン（エディ〈ケイリー＝ヒロユキ・タガワ〉）
- ライフ・アクアティック
- 楽園の瑕（盲目の剣士〈トニー・レオン〉）
- ラスト・ボーイスカウト（ビッグ・レイ・ウォルストン）※フジテレビ版
- ラスト・ホリデイ（マシュー・クレガン〈ティモシー・ハットン〉）
- ラピッド・ファイアー（ダニエルズ）※ソフト版
- ラブいぬベンジー はじめての冒険（ハチェット）
- ラブ・オブ・ザ・ゲーム（ガス・シンスキー〈ジョン・C・ライリー〉）※ソフト版
- ラングーンを越えて
- ランド・オブ・プレンティ（ジョー・アーメッド）
- ランボー（レスター）※テレビ朝日版
- リーサル・ウェポン2/炎の約束（ラッドの部下）※テレビ朝日版
- リーサル・ウェポン3 ※ソフト版
- リーサル・ウェポン4（ホン〈エディ・コー〉）※ソフト版
- リービング・ラスベガス（ユーリ〈ジュリアン・サンズ〉）
- リプレイスメント・キラー（ラム）
- リベリオン（エロール・パートリッジ〈ショーン・ビーン〉）
- リベンジ・ファイター/殺しの傭兵（ホーク〈オリヴィエ・グラナー〉）
- ルトガー・ハウアー 処刑脱獄（ボブ・コーベット〈ビル・クロフト〉）※VHS版
- ルビー&カンタン（ヴェルネ警視〈リシャール・ベリ〉）
- レア魔性の肉体（ドネリー〈マイケル・ラパポート〉）※テレビ東京版
- レイク・フィアー（フレッド・ドノヴァン〈ティモシー・ボトムズ〉）
- 霊幻道士6 史上最強のキョンシー登場!!
- 霊幻道士 ザ・ムービー 空飛ぶドラキュラ・リターンズ
- レオン（ノーマン・スタンスフィールド〈ゲイリー・オールドマン〉）※オリジナル版
- レジョネア 戦場の狼たち（ルーサー〈アドウェール・アキノエ＝アグバエ〉）※ソフト版
- レスリー・ニールセンの2001年宇宙への旅（ドクター・プラット〈ピーター・イーガン〉）
- レッド・ウォーター/サメ地獄（ジョン・サンダーズ〈ルー・ダイアモンド・フィリップス〉）※VHS版
- レッド・ウォリアー（オラズ〈ジェイソン・スコット・リー〉）
- レッド・スコルピオン2（アンドリュー・ケンドリック〈ジョン・サヴェージ〉）
- レッド・ドーン（ターナー〈ジェフリー・ディーン・モーガン〉、オバマ大統領）
- レッドロック/裏切りの銃弾（マイケル・ウィリアムズ〈ニコラス・ケイジ〉）
- レプリコーン/妖精伝説（ジャック〈ランディ・クエイド〉）
- レンタル・キッズ/お子様貸します!
- ローグ・ワン/スター・ウォーズ・ストーリー（ゲイレン・アーソ〈マッツ・ミケルセン〉）
- ローズ・レッド:ザ・ビギニング（ダニエル・プレストン）
- ロスト・アイズ（イサク〈ルイス・オマール〉）
- ロックアウト（エディ）
- ロミーとミッシェルの場合（カウボーイ〈ジャスティン・セロー〉）
- ワイルドシングス4（テッド・ホイートリー〈キャメロン・ダッド〉）
- ワイルド・スピード（ミューズ）※テレビ朝日版
- ワイルド ラヴァーズ（ギャレット・ジョーンズ〈ドナル・ローグ〉）
- ワルシャワの柔肌（ミシェル〈ボグスワフ・リンダ〉）
- ワンス・アポン・ア・タイム・イン・チャイナシリーズ
  - ワンス・アポン・ア・タイム・イン・チャイナ/天地黎明（サーホーの兄貴）
  - ワンス・アポン・ア・タイム・イン・チャイナ/天地大乱
  - ワンス・アポン・ア・タイム・イン・チャイナ 天地争覇
- ワンダー・ガールズ 東方三侠（ロー刑事〈ダミアン・ラウ〉）
- ワンダー・ガールズ 東方三侠2（ロー署長〈ダミアン・ラウ〉）

#### ドラマ
- アース2（デル〈フランシア・ディ・メイス〉）※日本テレビ版、（モーガン・マーティン）※VHS版
- アガサ・クリスティー ミス・マープル ポケットにライ麦を（ランス・フォーテスキュー〈ルパート・グレイヴス〉）
- ER緊急救命室
  - シーズン7 #2（ジョセフ・モーガン〈マイケル・レイナー〉）
  - シーズン8 #12（キネイ死刑囚〈シリル・オレイリー〉）
  - シーズン10 #12（カイル・コルバー〈クリストファー・カズンズ〉）
  - シーズン13 #13（オー〈レイ・ラスカ〉）
  - シーズン15 #22（ディック・ホワイト〈マイケル・ライリー・バーク〉）
- 凍てつく楽園〜島に沈む記憶〜
- イン・ザ・ビギニング（アブラハム〈マーティン・ランドー〉）
- ヴェロニカ's クローゼット（アレック・ビルソン〈ロン・シルヴァー〉）
- NYPDブルー（アーサー・ファンシー警部補〈ジェームズ・マクダニエル〉）※2代目
- NCIS:LA 〜極秘潜入捜査班（オーエン・グレンジャーNCSI副局長〈ミゲル・フェラー〉）
- F.B.EYE!! 相棒犬リーと女性捜査官スーの感動!事件簿 #19（ダン・チェンバース）、#20（ジョン・ベック）
- エリザベート 〜愛と哀しみの皇妃（アンドラーシ伯爵〈フリッツ・カール〉）
- L.A.大捜査線 マーシャル・ロー（リー・ヘイ〈ツィ・マー〉）
- 狼女の香り（ガイ・ゴダード〈ロバート・マクベイン〉）
- カリフォルニア・ドリーム（クラムスキー保安官）
- キャッスル 〜ミステリー作家は事件がお好き シーズン3 #20（サル・マラヴォルタ〈ピーター・オノラティ〉）
- 救命医ハンク セレブ診療ファイル #7（ハビエル・サントス〈ウィリアム・アバディ〉）
- キング・オブ・キングス（メッテルニヒ〈ジュリアン・サンズ〉、ジャン・ランヌ元帥〈セバスチャン・コッホ〉、ルイ・ボナパルト）※ソフト版
- グッド・ワイフ3（ジャック・コープランド〈ブライアン・ブラウン〉）
- クリミナル・マインド FBI行動分析課
  - シーズン1 #5（エヴァン・ダヴェンポート〈ロビン・トーマス〉）
  - シーズン3 #1（グリフィス）
  - シーズン4 #13（父親〈アンドリュー・ディヴォフ〉）
  - シーズン5 #21
  - シーズン6 #6（ジェームス'ジェイモー'モリス〈カール・ランブリー〉）
  - シーズン11 #16
- グレイズ・アナトミー10 恋の解剖学（ジミー・エバンス〈ジェームズ・レマー〉）
- ケース・センシティブ 静かなる殺人（コリン・セラーズ）
- 刑事ヴァランダー3 白夜の戦慄
- 刑事ナッシュ・ブリッジス
  - シーズン2 #1（シド・ベネディクト〈ダニー・トレホ〉）、#18（ティモシー・ゲイジ）
  - シーズン4 #13（アンドリュー・ストーリー・マーク〈マーク・リンゼイ・チャップマン〉）
- 刑事フォイル #27 #28
- 刑事マルティン・ベック サボイ・ホテルの殺人（トーマス）
- コールド・ケース3
- コールドケース7 ザ・ファイナル
- 恋するアンカーウーマン #1（ピート・プラスキ）
- 三国志（孫策〈濮存昕〉、呂蒙〈初国良〉、蒋欽、壮年期の司馬師〈雷鉄流〉）※NHK-BS2版
- 三国志 Three Kingdoms（関羽〈ユー・ロングァン〉）
- CIA:ザ・エージェンシー（マット・カーラン〈ギル・ベローズ〉）※ソフト版
- CSI:10 科学捜査班（ドミトリー〈マーク・A・シェパード〉）※CSI:トリロジー
- CSI:ニューヨーク
  - シーズン6 #14（ジョセフ・ヴァンス〈カルロ・ロタ〉）
  - シーズン7 #11 #18（ラス・ジョセフソンFBI捜査官〈デヴィッド・ジェームズ・エリオット〉）
- CSI:マイアミ6 #11（ダレン・バトラー社長〈サッシャ・ロイズ〉）
- CSI:サイバー2（シルバーCSI長官〈ショーン・ブレイクモア〉）
- シークエスト（ベンジャミン・クレイグ大尉〈ジョン・ダキーノ〉）
- シャーロック・ホームズの冒険 マザランの宝石（ジョン・ガリデブ / ジェームズ・ウィンター〈ギャヴァン・オハーリー〉）
- 主任警部アラン・バンクス2（バージェス）
- 新アウターリミッツ（カール・ラデマッハー〈アレックス・ザハラ〉）
  - シーズン1 #9（ウェイン・ハース）
- 新スタートレック シーズン7 #15（ジョレッド・ダル〈ドン・ライリー〉）
- スターゲイト SG-1（ターガン〈ケイリー＝ヒロユキ・タガワ〉）
- スタートレック:ヴォイジャー シーズン6 #12（飛行士1〈ダニエル・デイ・キム〉）
- スピン・シティ（デイヴィッド・レターマン（本人）、記者）
- 7デイズ/時空大作戦（ネイサン〈ニック・サーシー〉）
- 西海岸捜査ファイル グレイスランド（ジェリー・シルヴォFBI管理官〈ジェイ・カーンズ〉）
- ダークエンジェル
  - シーズン1 #1（シオ・アルジェンタリー〈ヒロ・カナガワ〉）、#2（ジョエル・ソリンスキー）、#3（ミラー〈マイケル・エクランド〉）、#5（ミッチ）※ソフト版
  - シーズン2 #20（C・J・サンドマン）※ソフト版
- ダークスカイ（ジム・スティール〈ティム・ケレハー〉）
- ターミネーター:サラ・コナー クロニクルズ（アレックス・アカギ〈エリック・ステインバーグ〉）
- 第一容疑者1 連鎖（リチャード・ハスコンズ）
- TOUCH/タッチ #1（ユーリ・アンドレフ〈マーク・イヴァニール〉）
- チェルノブイリ -CHERNOBYL-（アナトリー・ディアトロフ〈ポール・リッター〉）
- 地上最強の美女たち!チャーリーズ・エンジェル
  - パイロット版（ボー・クリール〈ボー・ホプキンス〉）
  - シーズン3 #17・18（フランコ・ソレラ）
- CHUCK/チャック シーズン1 #12（ヴィクター・フェデロフ〈パシャ・D・リチニコフ〉）
- ナイトライダーNEXT パイロット版（ウェルザー〈グレック・エリス〉）
- NIKITA / ニキータ
- バーン・ノーティス 元スパイの逆襲 シーズン5 #8（ヴァンダー・ウォール）
- ハイテク武装車バイパー（タショウギ〈ヒロ・カナガワ〉）
- ハウス・オブ・カード 野望の階段（マーク・アッシャー〈キャンベル・スコット〉）
- 走れケリー!（ブライアン・ホートン〈ジョセフ・スパノ〉）
- ハリーズ・ロー 裏通り法律事務所 #3（ジミー・ナンス神父）
- パワーレンジャー・ターボ（グリラー、審査員）
- HAWAII FIVE-0 シーズン7 - 10（ハリー・ラングフォード〈クリス・ヴァンス〉）
- 犯罪捜査官ネイビーファイル
  - シーズン2 #11（マルコム中佐〈エリック・アラン・クレイマー〉）
  - シーズン4 #8（高橋三郎〈リチャード・ナリタ〉）
  - シーズン8 #20 #21（リロイ・ジェスロ・ギブス〈マーク・ハーモン〉）
- フェリシティの青春（キーニー〈デヴィッド・プローヴァル〉）
- ふたりは最高!ダーマ&グレッグ シーズン1 #5（シド）
- プライベート・プラクティス4 #8（ディエゴ・ナヴァロ〈ジェフリー・リバース〉）
- フラッシュフォワード（スタンフォード・ウェデック〈コートニー・B・ヴァンス〉）
- フリッパー シーズン1 #19（ディーン・ハーロー）
- FRINGE/フリンジ（レイ・ダフィー〈マーカス・ジアマッティ〉）
- プロファイラー/犯罪心理分析官（ジョージ・フレイリー）
- ボードウォーク・エンパイア 欲望の街
- 冒険野郎マクガイバー シーズン2 #14（アンドリュー・ハリマン）
- ボディ・オブ・プルーフ 死体の証言
  - シーズン1 #1（ブラッドフォード・ペイジ〈サム・ロバーズ〉）
  - シーズン3 #4（マーティン・デーヴィス弁護士〈レイ・ワイズ〉）
- ホワイトチャペル3 終わりなき殺意（Dr.サイモン・モートレック）
- マスター・オブ・ザ・ドラゴン（北の国の王子〈ルパート・グレイヴス〉）
- マーベル・シネマティック・ユニバース
  - エージェント・オブ・シールド（ウラジミール、ダニエル・ホワイトホール〈リード・ダイアモンド〉）
  - エージェント・カーター（ダニエル・ホワイトホール / ヴェルナー・ラインハルト〈リード・ダイアモンド〉）
- 見えない訪問者 〜ザ・ウィスパーズ〜（フロマー国防長官〈デヴィッド・アンドリュース〉）
- ミス・マープル（レイク巡査部長）
  - 牧師館の殺人
  - 魔術の殺人
  - 鏡は横にひび割れて
- ミディアム4 霊能者アリソン・デュボア #5（ジョン・エッジモンド〈ウィリアム・サドラー〉）
- 名探偵ポワロ ※NHK版 
  - スタイルズ荘の怪事件（ローレンス〈アンソニー・カーフ〉）
  - ハロウィーン・パーティー（マイケル・ガーフィールド）
  - カーテン〜ポワロ最後の事件〜（ウィリアム・ボイド・キャリントン卿〈フィリップ・グレニスター〉）
- 名探偵モンク2（スティーブン・ライト〈ジェフリー・ディーン・モーガン〉）
- 名探偵モンク5（ジェイ・ベネット）
- THE MENTALIST/メンタリスト
  - シーズン1 #12（マイケル・エルキンス〈スペンサー・ギャレット〉）
  - シーズン2 #1 #6 #7 #8（サム・ボスコ捜査官〈テリー・キニー〉）
- ヤング・スーパーマン（ギブソン〈ジム・シールド〉）
- ライ・トゥ・ミー 嘘は真実を語る
  - シーズン1 #2（ハリス少佐〈チャールズ・パーネル〉）
  - シーズン2 #15（ジェームズ警部〈マイケル・ビーチ〉）
- LAW&ORDER:クリミナル・インテント（ジェームス・ディーキンズ〈ジェイミー・シェリダン〉）
- ロック、ストックシリーズ（スリーフィート〈クリストファー・アダムソン〉）
  - ロック、ストック&フォー・ストールン・フーヴズ
  - ロック、ストック&スパゲッティ・ソース
  - ロック、ストック&ワン・ビッグ・ブロック

#### アニメ
- シュレック
- スーパーマン（レイシュ・アル・グル）
- スター・ウォーズ/クローン・ウォーズ（テレビシリーズ）（ワット・タンバー、ポング・クレル）
- スター・ウォーズ: ビジョンズ（預言者）
- 西遊記 孫悟空対白骨婦人（小鬼）
- ドクター・ストレンジ: 魔法大戦（ドクター・ストレンジ / スティーブン・ストレンジ）
- 長ぐつをはいたネコ（看守）
- バグズ・ライフ（フランシス〈声：デニス・リアリー〉）
- バットマン（レイシュ・アル・グル、ジャズマン）
- バットマン:ブレイブ&ボールド（ジェントルマン・ゴースト、レイシュ・アル・グール）
- バンブー・ベアーズ（ベルナーク）
- ヒックとドラゴンシリーズ（ストイック）
  - ヒックとドラゴン
  - ヒックとドラゴン 〜バーク島の冒険〜
  - ヒックとドラゴン2
  - ヒックとドラゴン 聖地への冒険[57]）
- ミュータント・タートルズ（1987年東和ビデオ版）（ビーバップ）
- モンスター・ハウス（DJのパパ）

### 音楽CD
- 『シャーマンキング』シリーズ（木刀の竜）
  - シャーマンキング オリジナルイメージアルバム
  - シャーマンキング S.F.O.V II「妙処（B.P.）」

### ラジオドラマ
- 特集オーディオドラマ　「草原の椅子」（2000年1月2日・4日、NHK-FM）
- FMシアター（NHK-FM）
  - 「嘘と真実(まこと)」（2008年1月5日）
  - 『時をわたる聲』（2025年6月28日） - 主演・鶴川康夫 役[58][59]
- フルメタル・パニック! 踊るベリー・メリー・クリスマス（2016年、ガウルン）

### ボイスオーバー
- BS世界のドキュメンタリー（NHK-BS1）
- 地球ドラマチック（NHK教育）
  - 「古代人類ミステリー インドネシア 謎の小型猿人」（2005年）
- モーガン・フリーマン時空を越えて（NHK-Eテレ）
- ロイヤル・スキャンダル 〜エリザベス女王の苦悩〜（2012年、NHK-BSプレミアム）

### その他
- 機動戦士ガンダム0079カードビルダー（マ・クベ）
- クロスロード（Z会の先生）※Z会テレビCM

### シリーズ一覧
1. ↑  （無印）（2013年）、Season 2（2017年）、Season 3 Part 1（2018年）、Season 3 Part 2（2019年）、The Final Season Part 1（2021年）、The Final Season Part 2（2022年）
2. ↑  『OVER WORLD』（2012年）、『GENESIS』（2016年）、『ETERNAL』（2025年）
3. ↑  『フルブースト』（2012年）、『マキシブースト』（2014年）、『フォース』（2015年）、『マキシブースト ON』（2016年）
4. ↑  『エクストリームバーサス2』（2018年）、『クロスブースト』（2021年）、『オーバーブースト』（2023年）、『インフィニットブースト』（2025年）